# Timurlengia
Timurlengia euotica
Genre
Espèce
Timurlengia est un genre éteint de dinosaures théropodes de la super-famille des Tyrannosauroidea ayant vécu au Turonien (Crétacé supérieur), soit il y a environ 90 millions d'années. Il a été découvert en Ouzbékistan dans la Formation de Bissekty. L'espèce type et seule espèce est Timurlengia euotica, décrite en 2016.
La découverte de Timurlengia comble une lacune dans le registre fossile de 20 millions d'années entre les Tyrannosauroidea dérivés de la famille des tyrannosauridés apparus il y a 80 millions d'années et les Tyrannosauroidea plus primitifs tels que Xiongguanlong, qui ont vécu il y a de 120 à 110 millions d'années environ. Apparus au Jurassique il y a près de 170 millions d'années, les premiers Tyrannosauroidea avaient une taille de quelques mètres. Les proportions de Timurlengia similaires à celles d'un cheval tendent à indiquer que l'augmentation de la taille des Tyrannosauroidea s'est produite plus tardivement pour permettre aux tyrannosauridés d'atteindre des tailles gigantesques, plus de 12 mètres dans le cas de Tyrannosaurus,,.

## Découvertes
À partir de 1944, du matériel fossile de dinosaures de la super-famille des Tyrannosauroidea, constitué d'os isolés provenant de la formation géologique de Bissekty dans le désert du Kyzylkoum, est décrit par des chercheurs soviétiques ou russes. En 2004, une équipe découvre une partie d'un neurocrâne, où les muscles du cou du dinosaure auraient pu s'attacher et qui aurait protégé le cerveau et les canaux auditifs. Ce reste fossile est ensuite conservé à l'Institut zoologique de l'académie des sciences de Russie, jusqu'à ce que Steve Brusatte, paléontologue à l'université d'Édimbourg, l'identifie en 2014 comme une nouvelle espèce, nommée en 2016 Timurlengia eutica,.
Le nom générique fait référence à Tamerlan (en persan Timur Lang), guerrier turco-mongol du XIVe siècle. Le nom spécifique euotica (« bonnes oreilles ») a été donné en raison du développement de l'appareil auditif du dinosaure révélé par scanner,.
L'espèce est basée sur l'holotype ZIN PH 1146-1116, composé de la boîte crânienne. D'autres os, appartenant à plusieurs individus, et décrits en 2012, ont été attribués à l'espèce.

## Description
La plupart des fossiles indiquent que Timurlengia était un dinosaure théropode d'une taille équivalente à celle d'un cheval, d'environ trois à quatre mètres de long, avec un poids d'environ 170 à 270 kg. Cependant, ces ossements sont ceux d'individus subadultes, qui n'avaient pas entièrement achevé leur développement. Le spécimen ZIN PH 1239-1216, un articulaire droit avec un angulaire, est un reste fossile d'un animal de taille adulte et plus grand.

## Classification
Timurlengia est classé parmi les Tyrannosauroidea, placé dans une position basale et possible taxon frère de Xiongguanlong. Ces deux taxons pourraient représenter un clade de dinosaures à long museau, qui pourrait être un groupe frère des tyrannosauridés.